# Sitri

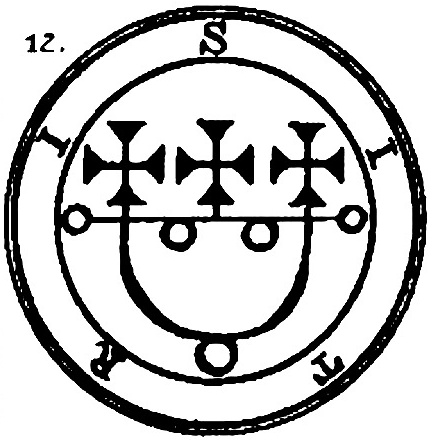
Sello de Sitri.

En demonología, Sitri es un Gran Príncipe del Infierno que reina sobre 72 legiones de demonios. Causa que los hombres amen a las mujeres y viceversa, y tiene el poder de hacer que la gente sobre todo las mujeres se muestren desnudos si así lo desea. También revela los secretos más íntimos de las mujeres, empoderándose de ellas. Es representado con la cara de un leopardo y las alas de un grifo, pero bajo petición de la persona que lo convocó se transforma en un hombre muy apuesto y peligrosamente encantador. Sitri es uno de los espíritus más oscuros y solo los demonólogos o maestros del exorcismo más experimentados pueden invocarlo para platicar con él y preguntarle acerca del amor de alguna persona en especial.
Por lo general se cree, erróneamente, que Sitri y Seth son el mismo, estos realmente son relacionados porque ambos son señores de la Oscuridad y el caos.
Al príncipe demoníaco le gusta la concentración. No solo trabaja con el amor o la lujuria, pues también es conocido por trabajar con el sentimiento de odio.